# Скоморохов, Иван Георгиевич
Иван Георгиевич Скоморохов (13 ноября 1923, дер. Замиралова, Байкаловский район, Уральская область, РСФСР — 28 марта 2017, Новочеркасск, Ростовская область, Российская Федерация) — участник Великой Отечественной войны, командир огневого взвода 5-го Гвардейского Донского казачьего кавалерийского корпуса, лейтенант.
Общественный деятель, писатель. Почётный гражданин городов Гуляйполе и Орехов, сёл Полтавка, Преображенка, Токмачка Запорожской области Украины. Почётный гражданин города Новочеркасска (2013).

## Биография
Вскоре после рождения его отец умер, а мать тяжело заболела. По окончании восьми классов в пятнадцать лет онстал учителем, учил людей грамоте. Затем работал инспектором по ликвидации неграмотности населения. В 1939 году Иван Георгиевич поехал учиться в авиашколу в 72-ю эскадрилью города Красноуфимска.
Когда началась Великая Отечественная война ему было семнадцать лет. Он был направлен в 1-ю Качинскую Краснознамённую военную школу пилотов имени А. Ф. Мясникова. Затем до окончания войны служил в составе 5-го гвардейского Донского казачьего кавалерийского корпуса, был командиром огневого взвода. Боевое крещение прошёл на Миус-фронте, освобождал Дон и Южную Украину, участвовал в Корсунь-Шевченковской и Ясско-Кишиневской операциях, в прорыве вражеской обороны в Карпатах. Участвовал в Будапештской операции, победу встретил в Австрии в звании лейтенанта.
В 1945 году переехал жить в город Новочеркасск. В течение двадцати лет трудился в Новочеркасском мелиоративном институте фотографом.
Был в составе городского Совета ветеранов, участником движения за возрождение казачества, в 2013 году ему было присвоено звание почётный гражданин города Новочеркасска.
Являлся автором двухтомника «На очной ставке с прошлым» и других автобиографических произведений о войне. Книга И. Г. Скоморохова «На очной ставке с прошлым» находится в историческом музее на Поклонной горе в Москве, на Украине, также есть в Молдавии и в Кембриджском университете. На одной из радиопрограмм «Радио России-Дон-ТР» так рассказал о своей книге «На очной ставке с прошлым»: «В этой книге всё пропущено через сердце. Всё, что было, я испытал сам. Я бы хотел, чтоб об этом знали потомки, в том числе и казаков, которые должны знать какие подвиги совершили их далёкие предки, чтобы память о героях-казаках, вписавших свою летопись в историю ВОВ, осталась навсегда! Это моя заветная мечта. Не знаю, осуществится ли это, но память должна быть вечной и нетленной».
Член Союза писателей России.

## Награды и звания
Награждён двумя орденами Красной Звезды (17.12.1943, 30.12.1956, 06.04.1985), тремя орденами Отечественной войны 2-й степени (10.10.1944, 05.02.1945), медалью «За боевые заслуги» (17.05.1951), а также памятным знаком газеты «Советский спорт» и более 20 медалями в том числе и медалью ВДНХ.